# Arco di Traiano (Roma)
L'arco di Traiano di Roma era un arco del quale si hanno testimonianze letterarie e monetali, ma del quale non si conosce con certezza la collocazione. Forse non venne mai effettivamente eretto. Secondo i cataloghi regionari si trovava nella Regio I Porta Capena.

## Storia e descrizione
Un arco in onore dell'imperatore Traiano è ricordato come decretato dal Senato nel 117. Durante il XIX secolo gli studiosi formularono varie ipotesi sulla sua collocazione, che sembrava più probabile entro il Foro di Traiano stesso, forse dell'ingresso monumentale del Foro, in collegamento col Foro di Augusto, forse come struttura indipendente.
Esiste infatti un aureo con la raffigurazione di un arco, a fornice unico e sormontato dal carro trionfale imperiale, scandito verticalmente in cinque sezioni scandite da sei colonne; accanto al fornice centrale sono raffigurate due nicchie con timpano per ciascun lato, dove si supposero conservate le statue dei prigionieri Daci (presenti oggi nell'arco di Costantino). Sopra le nicchie vi erano altrettanti scudi con ritratto (imagines clipeatae). Il carro trionfale era trainato da sei cavalli e fiancheggiato da trofei con vittorie.
In realtà la raffigurazione monetale non rappresenterebbe nemmeno un arco, ma forse la recinzione meridionale della piazza (forse i resti rimessi in luce nei recenti scavi del Giubileo, mentre nella stessa occasione non furono ritrovate tracce di archi); può darsi che l'accesso sud alla piazza fosse stato monumentalizzato come arco trionfale e dedicato poi effettivamente come tale dal Senato al Traiano, eventualmente con la semplice apposizione di un'iscrizione. Altre interpretazioni sono tuttora in discussione, con parecchie diverse ipotesi, dato che la cosa coinvolge l'aspetto dei lati nord e sud della piazza e la posizione del tempio del Divo Traiano e Plotina, un altro monumento la cui collocazione tradizionale è stata discussa durante i recenti scavi.